# Sondheim Theatre

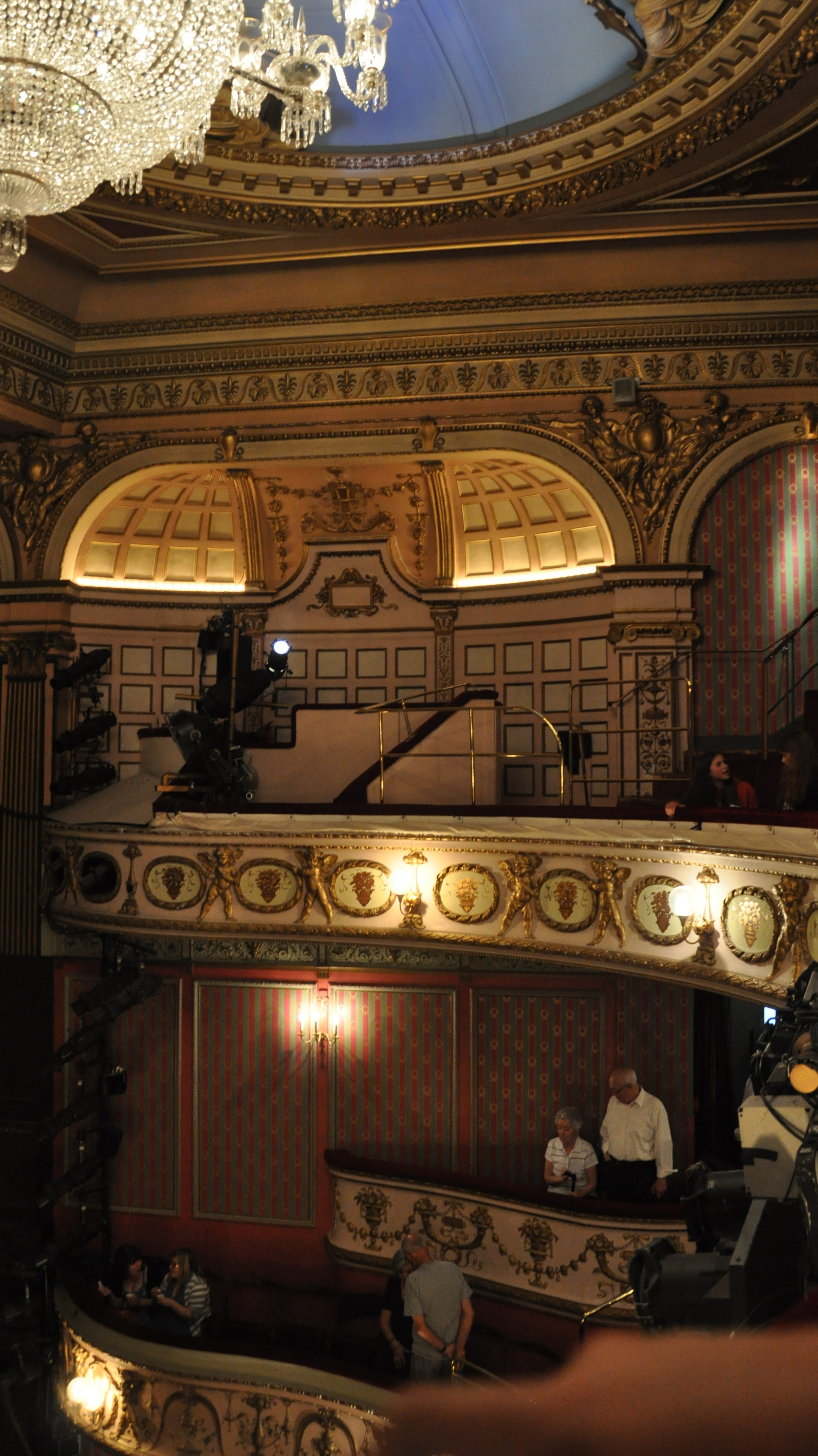
Auditorium

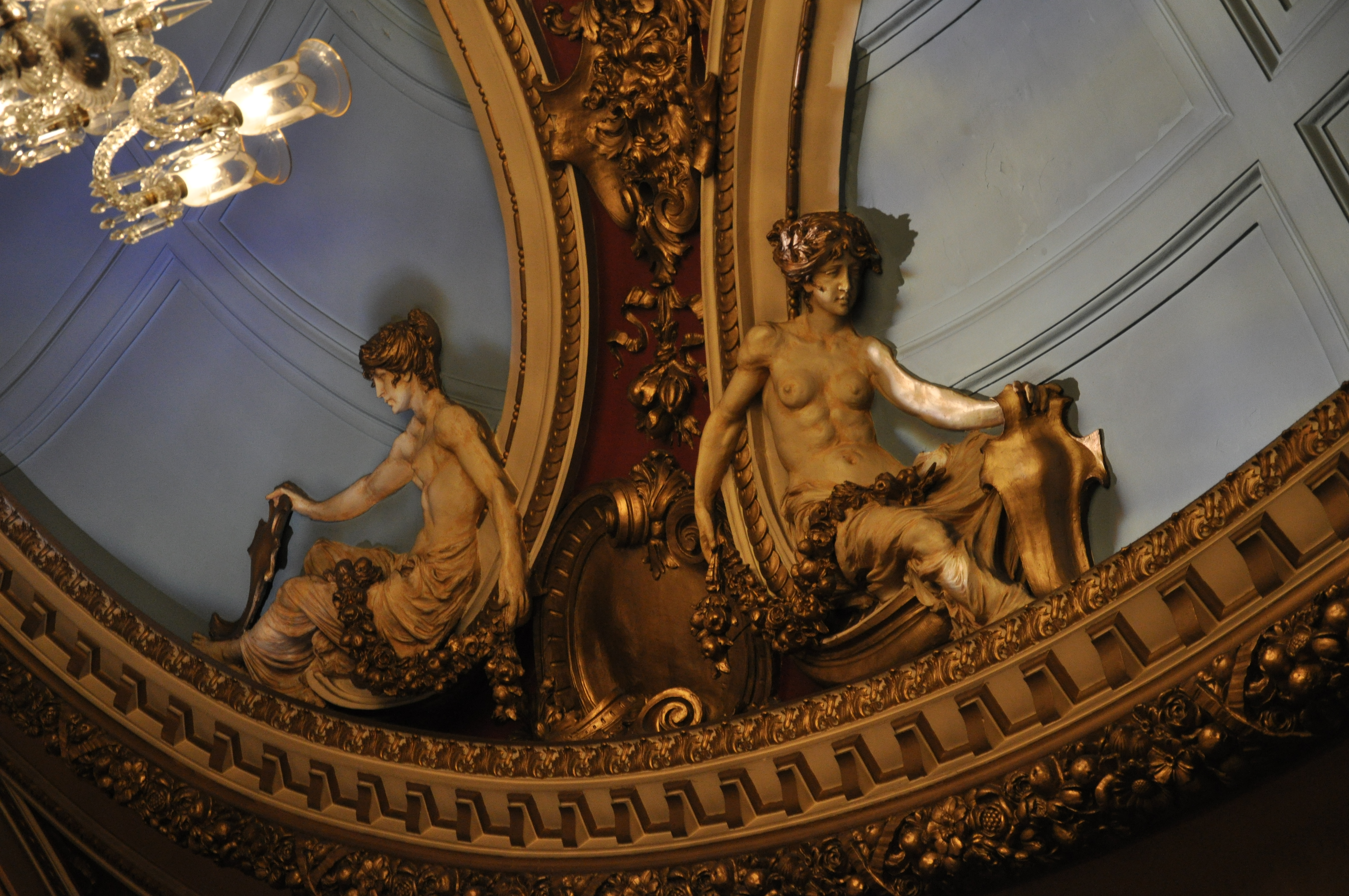
Auditorium, dettagli del soffitto

Il Sondheim Theatre è un teatro del West End di Londra, sito in Shaftesbury Avenue all'incrocio con Wardour Street nella Città di Westminster. Dall'apertura nel 1907 al 2019 il teatro era chiamato Queen's Theatre, prima di essere ribattezzato in onore del compositore Stephen Sondheim dal produttore e proprietario del teatro Cameron Mackintosh.

## Storia
È stato aperto l'8 ottobre 1907 come gemello del vicino Teatro Hicks (ora Gielgud Theatre) aperto dieci mesi prima. Entrambi i teatri furono progettati da W.G.R. Sprague. 
Dal 2004 ospita il musical Les Misérables.